# Протокол Signal
Протокол Signal (англ. Signal Protocol, ранее известный как TextSecure Protocol) — криптографический протокол, созданный компанией Open Whisper Systems для обеспечения сквозного шифрования голосовых вызовов, видеозвонков и мгновенных сообщений. Протокол был разработан Open Whisper Systems в 2013 году и впервые был представлен в приложении TextSecure с открытым исходным кодом, которое позже было объединено в приложение Signal. Несколько приложений с закрытым исходным кодом, например, такие как WhatsApp, утверждают, что реализовали этот протокол, который, по их словам, шифрует разговоры «более миллиарда человек во всем мире». Facebook Messenger также утверждают, что они предлагают этот протокол для дополнительных «секретных сеансов связи», как и Google Allo для своего «режима инкогнито».
Протокол сочетает в себе Double Ratchet Algorithm, prekeys и расширенный протокол тройного обмена ключами Диффи-Хеллмана (3-DH) и использует Curve25519, AES-256 и HMAC-SHA256 в качестве примитивов.

## История создания
Разработка протокола Signal была начата в 2013 году Тревором Перрином (англ. Trevor Perrin) и Мокси Марлинспайком (англ. Moxie Marlinspike), основателем Open Whisper Systems. Целью этой организации является развитие простого в использовании набора мобильных приложений для безопасного общения. Организация основана в 2013 году и состоит из небольшой группы разработчиков, финансируемой за счёт пожертвований и грантов, а также большого сообщества разработчиков-добровольцев. Первая версия протокола, TextSecure v1, была основана на протоколе Off-the-Record Messaging (OTR) для систем мгновенного обмена сообщениями.
24 февраля 2014 года Open Whisper Systems представила протокол TextSecure v2, который был перенесен в алгоритм Axolotl Ratchet. Идея Axolotl Ratchet основана на эфемерном обмене ключами, который был представлен OTR, и сочетает его с храповым механизмом симметричного ключа, по образцу протокола мгновенного обмена сообщениями Silent Circle Instant Messaging Protocol (SCIMP). Это смогло осуществить поддержку асинхронной связи («оффлайновые сообщения») в качестве его главной новой особенности, а также позволило повысить устойчивость при искаженном порядке сообщений и упростить поддержку разговоров с несколькими участниками. Axolotl Ratchet был назван в честь вымирающих земноводных — аксолотлей, которые имеют экстраординарные способности к регенерации утраченных конечностей. Разработчики называют этот алгоритм самовосстанавливающимся, так как он автоматически отключает злоумышленнику доступ к открытым текстам последующих сообщений после взлома ключа сеанса.
Третья версия протокола, TextSecure v3, внесла некоторые изменения в криптографические примитивы и проводной протокол. В октябре 2014 года исследователи из Рурского университета в Бохуме опубликовали анализ TextSecure v3. Среди прочих результатов, они представили неизвестную атаку обмена ключами на протокол, но в целом они обнаружили, что он был защищен.
В марте 2016 года разработчики переименовали протокол как протокол Signal. Они также переименовали алгоритм Axolotl Ratchet в Double Ratchet Algorithm, чтобы лучше различать алгоритм и полный протокол, потому что некоторые использовали имя Аксолотль при обращении к полному протоколу.
По состоянию на октябрь 2016 года Протокол Сигнала был основан на протоколе TextSecure v3, но с дополнительными криптографическими изменениями. В октябре 2016 года исследователи из Оксфордского университета в Великобритании, австралийского Технологического Университета Квинсленда и канадского Университета Макмастера опубликовали официальный анализ протокола. Они пришли к выводу, что данный протокол криптографически надежен.

## Свойства
Протокол обеспечивает конфиденциальность, целостность, аутентификацию, согласованность участников, проверку назначения, прямую секретность, пост-скомпрометированную безопасность (англ. Post-Compromise Security, известная как Future Secrecy), сохранение причинно-следственной связи, несвязанность сообщений, отказ от сообщений, отказ от участия и асинхронность. Он не обеспечивает сохранение анонимности и требует наличие серверов для ретрансляции сообщений и хранения информации об открытом ключе.
Протокол Signal также поддерживает возможность сквозных зашифрованных групповых чатов. Протокол группового чата представляет собой комбинацию парного двойного храпового механизма и многоадресного шифрования. В дополнение к свойствам, предоставляемых one-to-one протоколом, протокол группового чата обеспечивает согласованность участников, устойчивость к неупорядоченности, отказоустойчивость сообщений, вычислительное равноправие, равноправие доверия, обмен сообщениями в подгруппах, а также сужаемое и расширяемое количество участников.

### Аутентификация
Для аутентификации пользователи могут вручную сравнивать отпечатки открытого ключа через внешний канал. Это позволяет пользователям проверять личности друг друга и избегать man-in-the-middle атаки. Реализация также может использовать механизм доверия при первом использовании, чтобы уведомлять пользователей об изменении ключа корреспондента.

### Метаданные
Протокол Signal не мешает компаниям сохранять информацию о том, когда и с кем общаются пользователи. Следовательно могут быть различия в том, как поставщики услуг обмена сообщениями выбирают обработку этой информации. Политика конфиденциальности Сигнала гласит, что идентификаторы получателей хранятся только на серверах Signal столько времени, сколько необходимо для передачи каждого сообщения. В июне 2016 года Мокси Марлинспайк рассказал The Intercept: «Ближайшая часть информации к метаданным, которую хранит сервер Signal, это последний раз, когда каждый пользователь подключается к серверу, и точность этой информации снижается до дня, а не до часа, минуты и секунды».

## Использование
Open Whisper Systems впервые представила протокол в своем приложении TextSecure. Позже они объединили приложение TextSecure с зашифрованным голосовым вызовом под названием RedPhone и переименовали его в Signal. RedPhone использовал ZRTP для шифрования своих вызовов. В марте 2017 года Signal перешел на новую систему вызовов на основе WebRTC, в которой также появилась возможность совершать видеозвонки. Новая система вызова Signal использует протокол Signal для сквозного шифрования.
В ноябре 2014 года Open Whisper Systems объявила о партнерстве с WhatsApp для обеспечения сквозного шифрования путем включения протокола Signal в каждую клиентскую платформу WhatsApp. Open Whisper Systems заявили, что они уже включили протокол в последний клиент WhatsApp для Android и что вскоре будут поддерживаться другие клиенты, групповые сообщения / мультимедиа и проверка ключей.
5 апреля 2016 года WhatsApp и Open Whisper Systems объявили, что они закончили добавление сквозного шифрования к «каждому виду связи» в WhatsApp и что теперь пользователи могут проверять ключи друг друга. В феврале 2017 года WhatsApp объявил о новой функции WhatsApp Status, которая использует протокол Signal для защиты своего содержимого.
В сентябре 2015 года G Data Software запустила новое приложение для обмена сообщениями под названием Secure Chat, которое использует протокол Signal.
В сентябре 2016 года Google запустил новое приложение для обмена сообщениями под названием Allo, которое имеет опциональный режим инкогнито, использующий протокол Signal для сквозного шифрования.
В октябре 2016 года Facebook развернул дополнительный режим под названием Secret Conversations в Facebook Messenger, который обеспечивает сквозное шифрование с использованием протокола Signal.
В январе 2018 года Open Whisper Systems и Microsoft объявили о добавлении поддержки протокола Signal в опциональный режим Skype, который называется Private Conversations.
В феврале 2020 года вышел новый мессенджер Session (бывший Loki Messenger), который основан на протоколе Signal и поддерживает сквозное шифрование. Заявлена децентрализация на блокчейне и работа через луковую маршрутизацию.

## Влияние
Протокол Signal оказал влияние на другие криптографические протоколы. 3 мая 2016 года Viber заявил, что их протокол шифрования является пользовательской реализацией, которая использует те же подходы, что и Протокол Сигнала. 9 мая 2016 года разработчики Wire заявили, что их протокол шифрования Proteus основан на протоколе Signal.
Алгоритм Double Ratchet Algorithm, который был введен как часть протокола Signal, также был адаптирован другими протоколами. OMEMO — это расширение для открытого протокола XMPP, который был представлен в приложении обмена сообщениями Conversations и одобрен Фондом стандартов XMPP (XSF) в декабре 2016 года как XEP-0384. Matrix — это открытый протокол связи, который включает в себя Olm, библиотеку, которая обеспечивает необязательное сквозное шифрование по комнатам с помощью реализации алгоритма Double Ratchet Algorithm.

## Реализации
Open Whisper Systems поддерживает следующие библиотеки протокола Signal на GitHub:
- libsignal-protocol-c: библиотека, написанная на C и опубликованная под лицензией GPLv3 с дополнительными разрешениями для Apple App Store.
- libsignal-protocol-java: библиотека, написанная на Java и опубликованная под лицензией GPLv3.
- libsignal-protocol-javascript: библиотека, написанная на JavaScript и опубликованная под лицензией GPLv3.